# Балицкий, Григорий Васильевич
Григо́рий Васи́льевич Бали́цкий (27 февраля [12 марта] 1906 года — 6 декабря 1989 года) — участник партизанской борьбы на Украине в годы Великой Отечественной войны, командир партизанского отряда. Герой Советского Союза, майор.

## Биография
Родился 27 февраля (12 марта) 1906 года в селе Берестяги, в крестьянской семье. Украинец. Член КПСС с 1932 года. В 1937 году окончил Всеукраинский институт коммунистического образования в Харькове. В 1937—1940 годах работал заведующим отделом Черниговской областной газеты «Большевик».
Война застала его в должности заведующего общим сектором обкома партии. Когда немецко-фашистские войска приближались к Чернигову, обком партии оставил Г. В. Балицкого вместе с группой партийных работников на временно оккупированной территории области с целью организации партизанской борьбы против фашистских захватчиков.
В октябре 1941 года, выполняя указания Черниговского подпольного обкома партии, Г. В. Балицкий установил связь с партизанскими отрядами, действовавшими в Черниговских лесах. В декабре 1941 года приступил к диверсионной работе. Вместе с другими партизанами отряда, которым командовал А. Ф. Фёдоров, взорвал склад с боеприпасами и 24-метровый мост через реку вблизи станции Мена.
В августе 1942 года Г. В. Балицкий во главе специальной диверсионной группы был оставлен в районе Чечерских и Злынковских лесов с целью отвлечь внимание врага от основных сил партизанского соединения, которое переходило в это время в Клетнянские леса Орловской области.
В эти дни Г. В. Балицкий встретился с диверсионной группой во главе с Ф. И. Кравченко, с которым договорился о совместных действиях. До конца сентября на коммуникациях Гомельского железнодорожного узла было пущено под откос 13 вражеских эшелонов с живой силой и боевой техникой противника. Под руководством Г. В. Балицкого партизанами был уничтожен специальный поезд «Голубая стрела» для гитлеровских офицеров-отпускников.
В ноябре 1942 года Г. В. Балицкий выводит отряд в Клетнянские леса и присоединяется к партизанскому соединению под командованием А. Ф. Фёдорова. В бою Г. В. Балицкий был тяжело ранен и отправлен на лечение в Москву. Но уже в начале марта 1943 года он опять возвращается в партизанское соединение и возглавляет партизанский отряд.
Указом Президиума Верховного Совета СССР «О присвоении звания Героя Советского Союза партизанам, особо отличившимся в партизанской борьбе против немецко-фашистских захватчиков» от 7 марта 1943 года за «за отвагу и геройство, проявленные в партизанской борьбе в тылу против немецко-фашистских захватчиков» удостоен звания Героя Советского Союза с вручением ордена Ленина и медали «Золотая Звезда» (№ 974).
Во время рейда партизанского соединения на Правобережную Украину отряд под командованием Г. В. Балицкого разгромил гитлеровские гарнизоны в местечках Скрыгалово, Владимирец и других. В июле 1943 года отряд Г. В. Балицкого был направлен в район Радзивилловских лесов на Волыни, где проводил боевые действия на железной дороге Ковель — Ровно.
В течение многих месяцев отряд совершал рейды по территории Волынской области. За это время партизаны отряда пустили под откос 100 вражеских эшелонов, уничтожили сотни гитлеровских захватчиков, много вражеской техники. В апреле 1944 года на базе этого отряда было создано соединение партизанских отрядов, которое возглавил Г. В. Балицкий. Соединение действовало до мая 1944 года.
С июля 1944 года Г. В. Балицкий находился на партийной работе — секретарь Бориславского горкома КПУ Дрогобычской области. В 1947 году окончил Высшую партийную школу при ЦК КПСС, работал секретарем Кировоградского горкома партии. В 1948—1962 — заведующий отделом административных и торгово-финансковых органов Кировоградского обкома партии. В 1962—1964 председатель Партийной комиссии при Кировоградском обкоме партии. Жил в городе Кировоград (Украина). Скончался 6 декабря 1989 года.

## Награды
СССР
- Медаль «Золотая Звезда» Героя Советского Союза № 974 (07.03.1943)
- Орден Ленина № 13455 (07.03.1943)
- Орден Красного Знамени (07.08.1944)
- Орден Богдана Хмельницкого II степени (02.05.1945)
- Орден Отечественной войны I степени (11.03.1985)
- Орден Красной Звезды (12.05.1942)
- Орден «Знак Почёта»
- Медали, в том числе:
  - Медаль «В ознаменование 100-летия со дня рождения Владимира Ильича Ленина»
  - Медаль «Партизану Отечественной войны» I степени
  - Медаль «За победу над Германией в Великой Отечественной войне 1941—1945 гг.»
  - Юбилейная медаль «Тридцать лет Победы в Великой Отечественной войне 1941—1945 гг.» «УЧАСТНИКУ ВОЙНЫ»
  - Юбилейная медаль «Тридцать лет Победы в Великой Отечественной войне 1941—1945 гг.» «УЧАСТНИКУ ТРУДОВОГО ФРОНТА»
  - Юбилейная медаль «Сорок лет Победы в Великой Отечественной войне 1941—1945 гг.» «УЧАСТНИКУ ВОЙНЫ»
  - Юбилейная медаль «Сорок лет Победы в Великой Отечественной войне 1941—1945 гг.» «УЧАСТНИКУ ТРУДОВОГО ФРОНТА»
  - Медаль «За доблестный труд в Великой Отечественной войне 1941—1945 гг.»
  - Медаль «Ветеран труда»

Других государств
- Кавалер рыцарского ордена «Виртути Милитари» (ПНР) (1945)

## Память
- Похоронен на территории Пантеона Вечной Славы внутри Крепости Святой Елисаветы.
- Почётный гражданин села Губовка Компанеевского района Кировоградской области.